# Agfa Rapid

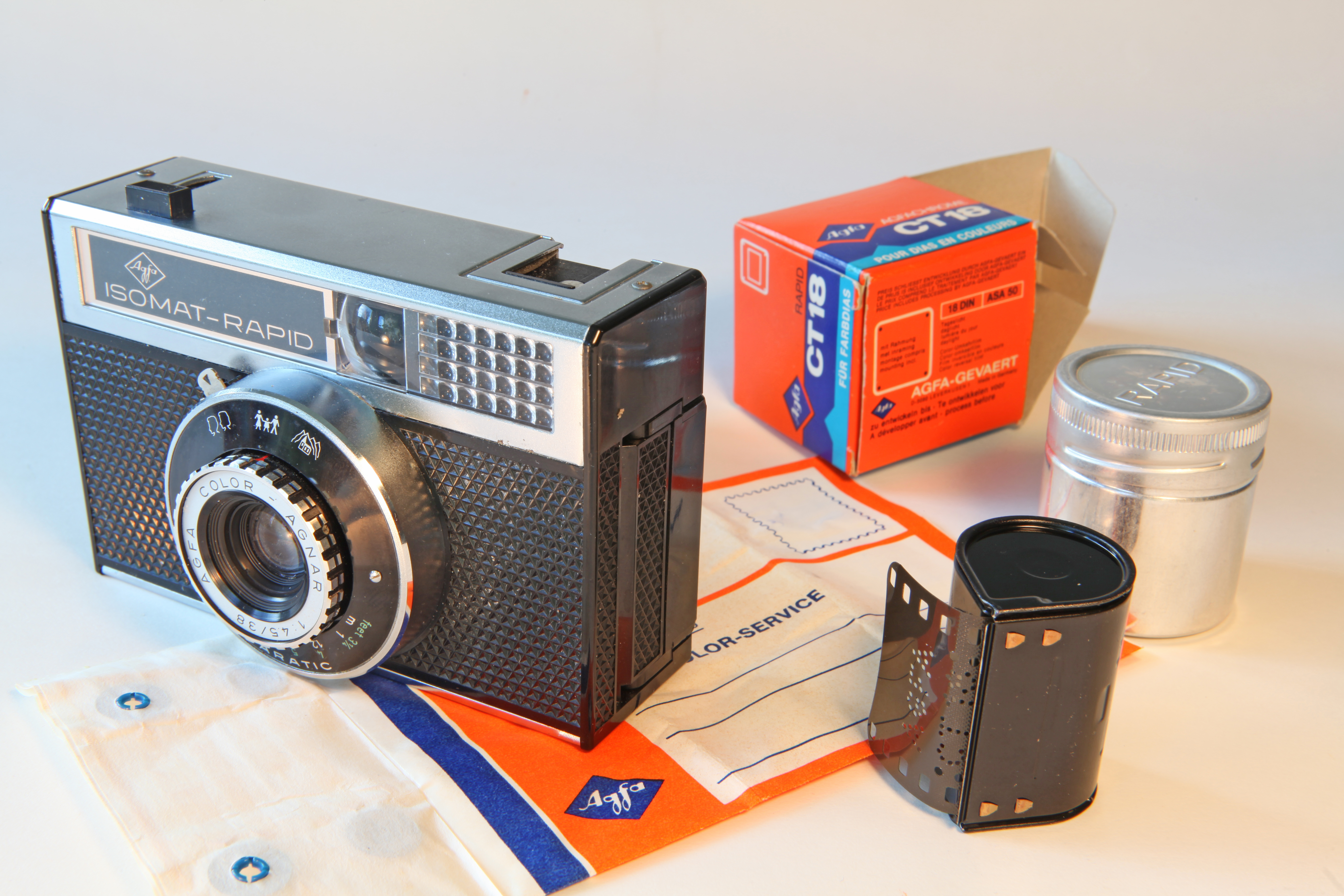
En Agfa Isomat Rapid kamera och en Rapidfilm

Agfa Rapid är ett speciellt 35 mm-kassettfilmsystem, som introducerades 1964..

## Nytt format
1963 lanserade Kodak framgångsrikt ett nytt filmformat kallat Instamatic-systemet, vars kassett skyddades av flera patent. Agfa kunde därför inte utveckla ett jämförbart system och släppte på nytt kassetten för Agfa Karat-kameror som modifierats något under namnet Rapid. Innovationen bestod i en ”tagg” på kassetten som angav filmkänsligheten; det var inte längre nödvändigt att manuellt växla mellan ISO 50 / 18° och ISO 100 / 21°. I övrigt var patronerna identiska. Rapid-patroner kan också användas i en Karat-kamera.

## Rapid-Film

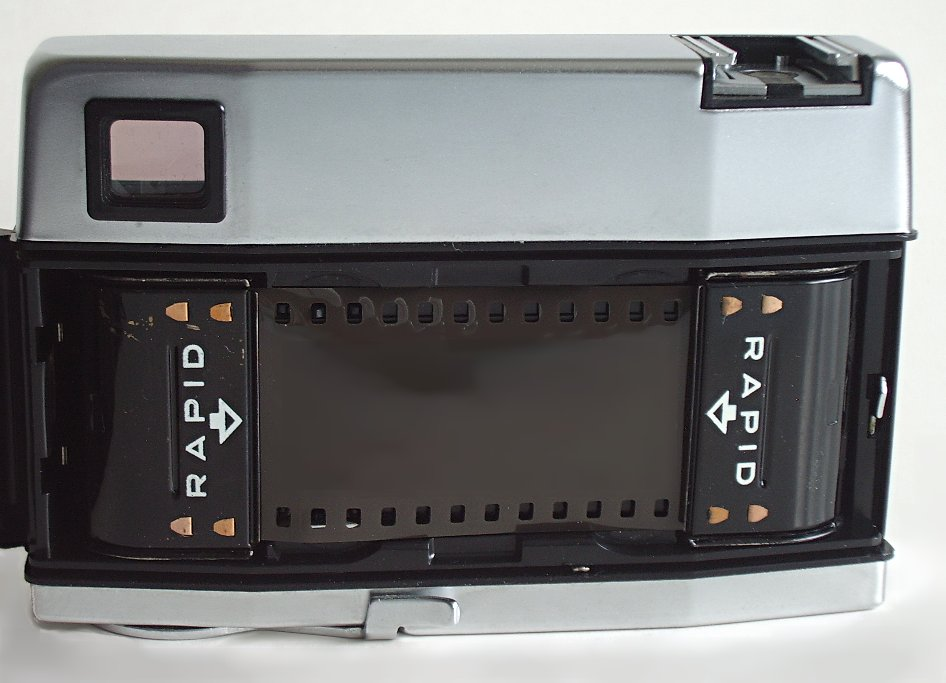
En Rapid-Film är inlagd i en Optima Rapid 250.

De flesta Agfakameror hade ett negativformat 24 x 24 mm, men det fanns också japanska kameratillverkare som använde Rapid-filmen för halvformat. Med Agfa Silette Rapid gavs även alternativet 24 x 36 mm.

### Teknik
Rapid-patronen hade ingen spole. Filmfliken, som sticker ut som den på 35 mm film, skars rakt av och var speciellt präglad för att med hjälp av vridning på ett tillförlitligt sätt kunna träs in i den mottagande patronen. Detta var reservkassetten från den senaste filmen eller en tom kassett som följde med kameran. Efter att ha satt i filmen och stängt den bakre luckan, lindade sig filmen bild för bild in i den tomma kassetten under filmtransporten.
Den fulla kassetten tömdes sedan på filmen vid framkallningen, och kunde därefter användes som tomkassett för nästa film. Så ingen återspolning behövdes. Eftersom typen av film och etiketten på kassetten ibland inte stämde överens märktes filmens ände med små hål som bildade bokstäver. Det fanns också en indikation på att exponering redan hade skett.
Rapidfilm tillverkas inte längre idag, men kassetterna kan fyllas med bulkfilm eller med film tagen från en vanlig 35 mm kassett, varvid remsan inte får vara längre än 60 cm.

## Rapidkameror

### Iso-Rapid

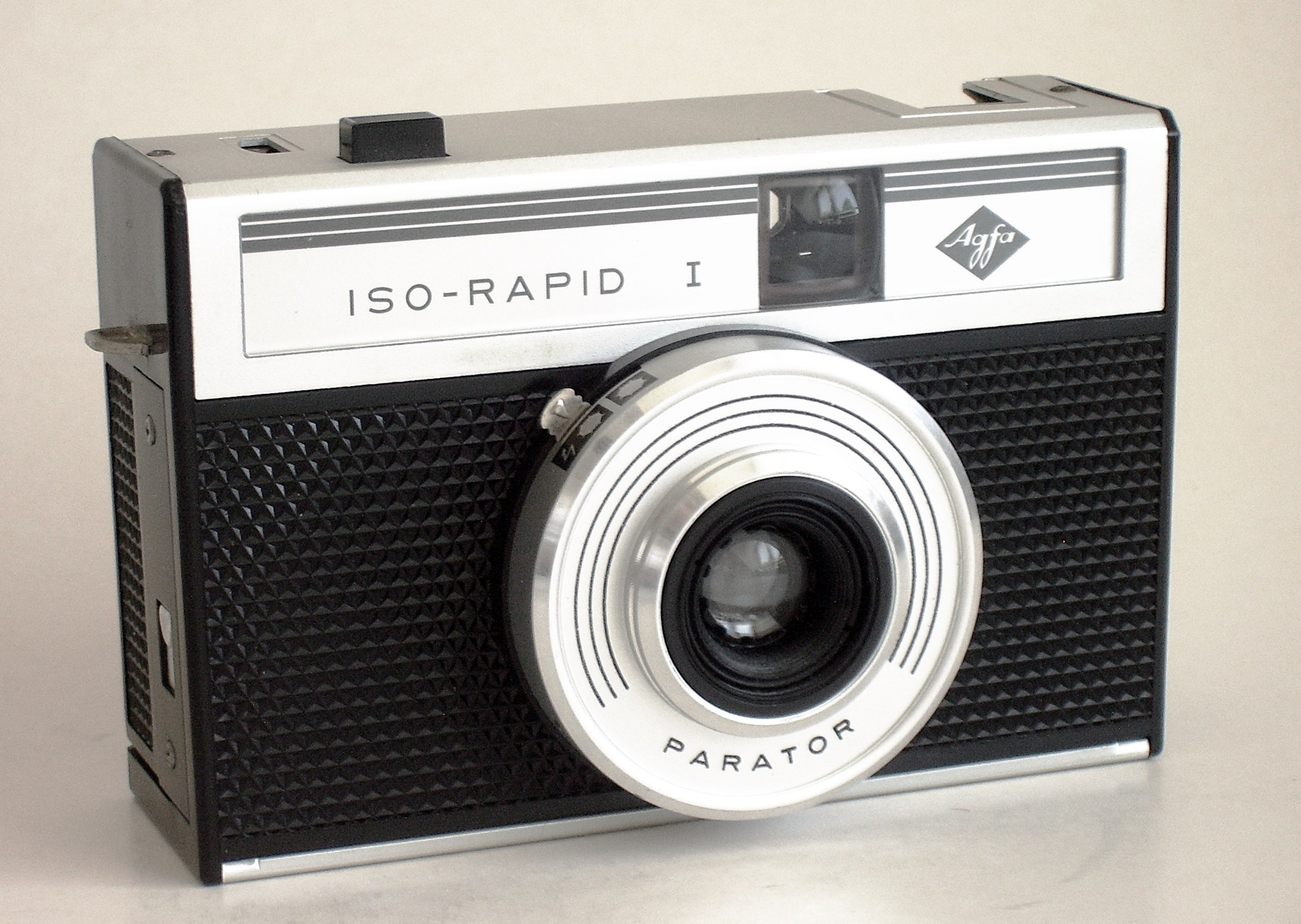
Agfa Iso-Rapid I

Agfa döpte nybörjarmodellerna till Iso-Rapid, med Iso som följde en förkrigstradition. Från introduktionen av isokromatisk svart-vit film hade detta suffix nu hittat sin väg in i vissa kamerabeteckningar. Det fanns flera versioner, som alla hade en menisklins med fixfokus som kallades Isonar, först med en maximal bländare på f/11, sedan f/8.
Iso-Rapid I kostade 26,50 DM och hade en tillbehörssko med mittkontakt. Det fanns en blixtenhet för blixtlampor, som även innehöll det batteri som krävdes för tändning av blixtarna. Avtryckaren satt ursprungligen på sidan av objektivet och alltså direkt på slutaren, senare var det en lång knapp på ovansidan.
Iso-Rapid F (F stod för "Flash") hade ett uttag för blixtlampor i stället för tillbehörsskon, för vilken en halvcirkelformad, böjd reflektorskiva kunde tryckas ut ur höljet. 6 volts batteriet för tändningen var åtkomligt efter att ha skruvat av bottenplattan. Kameran kostade 49 DM.
Kort efter att Sylvania introducerade Blixtkuben, dök Iso-Rapid C upp, där C står för "Cube". Kameran motsvarade Iso-Rapid F, förutom att det fanns en blixtkubsockel kopplad till filmtransporten i stället för lampsockeln och reflektorplattan. Den kostade 63 DM.